# 罚球区
罚球区也称大禁区，是足球场上一块靠近球门的区域。其具体范围是从每个球门柱内侧向两边16.5（18碼）处，画两条垂直于球门线的线段，伸向比赛场地内16.5（18碼），两端由一条平行于球门线的线段相连。由这些线与球门线围成的区域就是罚球区。每个罚球区内还有一个罚球点，罚球点位于距球门中点11（12碼）处。罚球区外以距罚球点9.15（10碼）为半径画一段弧，是为罚球弧。
罚球区内还有一个较小的长方形区域，称为球门区，俗称小禁区。从每个球门柱向外5.5（6碼）处，画两条线垂直于球门线，并向场地内延伸5.5（6碼）后相连。球门球在此区域内的任何地方发出。进攻队伍的间接任意球需要在球门区以外发出，如果在球门区内判给进攻队的间接任意球，应从球门区外离犯规发生地最近的一点发出。